# Carabus problematicus
Carabus problematicus es una especie de insecto adéfago del género Carabus, familia Carabidae. Fue descrita científicamente por Herbst en 1786.
Habita en Albania, Austria, Bélgica, Chequia, Dinamarca, islas Feroe, Finlandia, Francia, Alemania, Gran Bretaña, Hungría, Islandia, Irlanda, Italia, Países Bajos, Noruega, Polonia, Rumania, Rusia, Eslovaquia, España, Suecia y Suiza.
Es un escarabajo mediano a grande, con una longitud de 20 a 29 mm. Los élitros son negros con reflejos azulados con vetas claramente visibles y una ligera puntuación. Este carábido aparece en mayo y permanece visible hasta octubre. Su ciclo de vida le permite generar dos generaciones al año. Se puede encontrar en diversos ambientes, desde bosques a nivel del mar hasta los 2500 m. En invierno se refugia en tocones o debajo de musgos.